# Anton Waldert
Anton Waldert (1823 Bochov – 10. dubna 1892 Vídeň) byl rakouský a český právník a politik německé národnosti, v 2. polovině 19. století poslanec Českého zemského sněmu a Říšské rady, jeden z předáků Německé pokrokové strany.

## Biografie
Narodil se v západočeském Bochově. Absolvoval právní studia na Vídeňské univerzitě (Národní listy ovšem uváděly, že studoval v Praze), kde získal titul doktora práv. Nastoupil na advokátní praxi. Od 7. června 1854 byl advokátem v Tachově, později v Chomutově. V Chomutově si již získal značné renomé a stal se i obecním zastupitelem, později dokonce náměstkem starosty.
Po obnovení ústavního života v Rakouském císařství počátkem 60. let 19. století se zapojil i do zemské a celostátní politiky. V zemských volbách v Čechách v roce 1861 byl zvolen v kurii venkovských obcí (obvod Kadaň – Přísečnice – Doupov) do Českého zemského sněmu. Kromě toho se koncem března 1861 uvádí jako poslanec za kurii venkovských obcí, obvod Tachov – Přimda, kde původně zvolený poslanec Karl Schnabel ihned po svém zvolení rezignoval a byly vypsány doplňovací volby. Ještě během jara 1861 byl ale nakonec v obvodu Tachov – Přimda poslancem zvolen Johann von Wenisch.
Mandát ve sněmu získal Waldert znovu v doplňovacích volbách v září 1869 místo rezignovavšího Konstantina von Höflera, nyní v kurii městské, obvod Chomutov – Vejprty – Přísečnice. Za tento volební obvod mandát obhájil i v řádných zemských volbách v roce 1870 a volbách v roce 1872. V zemských volbách v roce 1878 se na sněm dostal za kurii venkovských obcí (obvod Žlutice – Bochov – Manětín) a poslanecké křeslo zde obhájil ve volbách roku 1883 a volbách roku 1889. Stranicky je tehdy uváděn jako německý liberál.
Od 60. let se profiloval jako stoupenec takzvané Ústavní strany (centralistická, německorakouská platforma), později patřil mezi předáky z ní vzniklé Německé pokrokové strany. Po zvolení do zemského sněmu se stal i členem zemského výboru, kde dlouhodobě vedl referát stavebně-technický. Zasloužil se o výrazný rozvoj silniční sítě. Tehdy přenesl svou advokátní kancelář z Chomutova do Prahy. V letech 1883–1886 zastával na sněmu funkci náměstka Nejvyššího maršálka Království českého. Funkci náměstka nejvyššího maršálka zastával do prosince 1886, kdy němečtí poslanci na protest odešli ze zemského sněmu. Tehdy také Waldert opustil zemský výbor.
Dlouhodobě také zasedal v Říšské radě (celostátní zákonodárný sbor), kam ho vyslal zemský sněm roku 1870 (tehdy ještě Říšská rada nevolena přímo, ale tvořena delegáty jednotlivých zemských sněmů). 10. listopadu 1870 složil poslanecký slib. Opětovně ho sem zemský sněm delegoval roku 1871. Následně, po změně ústavy, uspěl i v prvních přímých volbách do Říšské rady roku 1873, kdy byl zvolen za kurii venkovských obcí, obvod Planá, Teplá, Tachov atd. A mandát obhájil za týž obvod i ve volbách do Říšské rady roku 1879. Na Říšské radě se v říjnu 1879 uvádí jako člen staroněmeckého Klubu liberálů (Club der Liberalen).
V roce 1886 nastoupil do funkce vrchního ředitele České spořitelny na místo zesnulého barona Pecheho, přičemž již předtím zasedal v kuratoriu tohoto finančního ústavu. Byl také viceprezidentem správní rady železničního podniku Česká severní dráha a členem mnohých německých spolků v Čechách. Byl také intendantem německého divadla v Praze. Za jeho zásluhy mu císař v říjnu 1874 udělil Řád železné koruny.
Na sklonku života se ještě podílel na česko-německém pokusu o národnostní vyrovnání v Čechách (takzvané punktace). Byl německým důvěrníkem pro otázky rozhraničení správních obvodů.
Zemřel v dubnu 1892 na léčebném pobytu v Ederově sanatoriu ve Vídni, kam se několik dní předtím uchýlil v doprovodu svých potomků, již tehdy sužován těžkými bolestmi. Nepřežil operaci, které se zde podrobil. Pohřben byl 12. dubna 1892 v Radonicích v Čechách.
Národní listy coby hlavní politický deník českého tábora označily v nekrologu Walderta za jednoho z předáků německo ústavácké, našemu národu nepřátelské strany. Dodaly ale, že „jako člen zemského výboru vynikal u vyřizování záležitostí samosprávných horlivostí i ochotou, která nejednou uznána byla i v kruzích jeho politických odpůrců.“